# Jacek Cygan
Jacek Antoni Cygan (ur. 6 lipca 1950 w Sosnowcu) – polski autor tekstów piosenek, poeta, prozaik, scenarzysta, autor musicalowy, juror i organizator festiwali muzycznych, a także osobowość telewizyjna. Kawaler Orderu Uśmiechu. Członek Akademii Fonograficznej ZPAV. Od 2014 honorowy obywatel Sosnowca.

## Życiorys
Ukończył Szkołę Podstawową nr 15 i Liceum im. Emilii Plater w Sosnowcu. Od 1968 mieszka w Warszawie, gdzie w 1973 ukończył studia na Wydziale Cybernetyki WAT.
Pierwsze piosenki zaczął pisać w trakcie studiów. W 1975 wraz z Jerzym Filarem założył zespół Nasza Basia Kochana, z którym zdobył pierwszą nagrodę na Festiwalu Piosenki Studenckiej 1976 w Krakowie. W 1978 zdobył nagrodę Programu III Polskiego Radia za napisaną wspólnie z Elżbietą Adamiak piosenkę „Rozmowa”. Często współpracuje z kompozytorem Krzesimirem Dębskim. W latach 80. silnie zaangażowany w rozwój polskiej muzyki dziecięcej.
Napisał tekst do sześciu utworów, które otrzymały pierwszą nagrodę Krajowego Festiwalu Piosenki Polskiej w Opolu: „Jaka róża, taki cierń” (1984) w wykonaniu Edyty Geppert, „Diamentowy kolczyk” (1985) w wyk. Anny Jurksztowicz, „Wypijmy za błędy” (1989), „Mrok” (1994) i „Ten sam klucz” (1999) w wyk. Ryszarda Rynkowskiego i „Wszystko ma swój czas” (2015) w wyk. zespołu Perfect. Napisał tekst do utworu „To nie ja!” skomponowanego przez Stanisława Syrewicza, z którym Edyta Górniak, reprezentując Polskę, zajęła drugie miejsce w finale 39. Konkursu Piosenki Eurowizji w 1994.

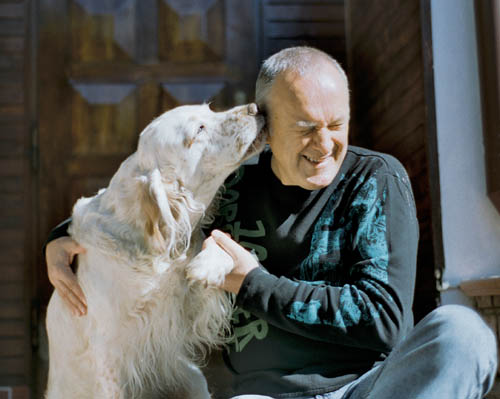
Jacek Cygan (2003)

Współautor albumu pt. Dyskoteka Pana Jacka i prowadzący telewizyjny program rozrywkowy o tym samym tytule. W latach 2002–2005 jeden z jurorów w programie telewizyjnym Polsatu Idol. Jest autorem słów do kompozycji Piotra Rubika Santo Subito, Cantobiografia Jana Pawła II.
Od lat 70. współpracuje jako autor tekstów piosenek z czołówką polskich kompozytorów i wokalistów muzyki rozrywkowej. Stworzył wiele przebojów we współpracy z kompozytorem Krzesimirem Dębskim. Napisał teksty do utworów wykonawców, takich jak (w kolejności alfabetycznej): Elżbieta Adamiak, Krzysztof Antkowiak, Hanna Banaszak, Ewa Bem, Halina Benedyk, Michał Bogdanowicz, Monika Borys, Jan Borysewicz, Tadeusz Broś, Viola Brzezińska, Halina Frąckowiak, Jerzy Filar, Magdalena Fronczewska, Piotr Fronczewski, Michał Gasz, Edyta Geppert, Edyta Górniak, Tede, Karolina Gruszka, Sylwia Grzeszczak, Majka Jeżowska, Anna Jurksztowicz, Kayah, Seweryn Krajewski, Joanna Kurowska, Ewa Kuklińska, Anna Józefina Lubieniecka, Grażyna Łobaszewska, Sławomir Łosowski, Alicja Majewska, Anna Mamczur, Grzegorz Markowski, Marta Moszczyńska, Zofia Nowakowska, Jerzy Połomski, Krystyna Prońko, Maryla Rodowicz, Robert Rozmus, Ryszard Rynkowski, sanah, Andrzej Sikorowski, Krzysztof Krawczyk, Wojciech Skowroński, Stanisław Sojka, Zdzisława Sośnicka, Paweł Stasiak, Mietek Szcześniak, Borys Szyc, Hanna Śleszyńska, Grzegorz Turnau, Natasza Urbańska, Urszula, Stanisław Wenglorz, Grzegorz Wilk, Zbigniew Wodecki, Jacek Wójcicki, Beata Wyrąbkiewicz, Łukasz Zagrobelny czy Andrzej Zaucha, a także zespoły: Lady Pank, Kombi, Deef, Kombii, KOMBI Łosowski,  2 plus 1, Nasza Basia Kochana, Papa Dance i Wanda i Banda.

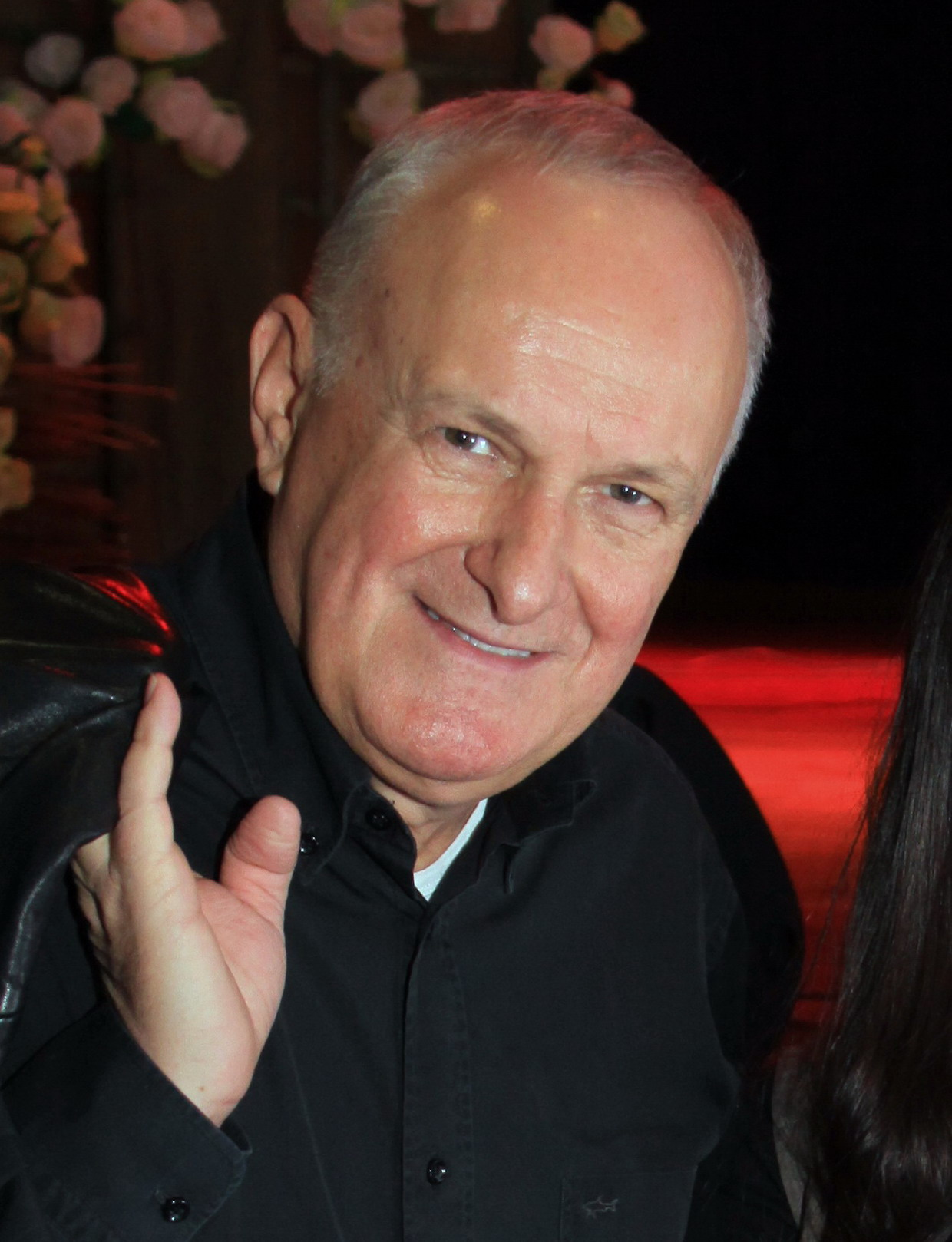
Jacek Cygan (2013)

18 września 2022 został odsłonięty mural Cygana przy ul. Kościelnej w Sosnowcu oraz ławka multimedialna z utworami Cygana w parku sieleckim, gdzie odbył się także urodzinowy koncert z udziałem m.in. Stanisława Sojki, Anny Jurksztowicz, Beaty Rybotyckiej.

## Życie osobiste
Żonaty z Ewą Łabuńską, aktorką Teatru im. Juliusza Słowackiego w Krakowie.

## Dyskografia
- 1987 – Jacek Cygan – Czas nas uczy pogody (LP, Wifon LP-098)
- 1988 – Dyskoteka pana Jacka (LP, Pronit PLP-0063)
- 1990 – Nasenki (LP, Muza SX-2929)
- 1996 – Audiobiografia (CD, Pomaton/EMI)
- 1999 – Audiobiografia 2 (CD, Pomaton/EMI)
- 2000 – Złota kolekcja – Jacek Cygan: Laleczka z saskiej porcelany (CD, Pomaton/EMI)
- 2009 – Cyganeria Jacka Cygana (Kolekcja 10-tomowa, RosMedia)
- 2012 – Poeci polskiej piosenki: Cygan – Czas nas uczy pogody... (2CD, różni wykonawcy, utwory z tekstami Jacka Cygana)

autor tekstów w albumach innych wykonawców
- 1998 – Grzegorz Turnau: Księżyc w misce – teksty w utworach „W muszelkach Twoich dłoni”, „Zrobimy sztorm”, „Gdzie jesteś gwiazdo” i „Bo my delfiny...”

## Twórczość
Musicale
- Bunt komputerów
- Majkowe studio nagrań

Poezja
- Drobiazgi liryczne, Oficyna Literacka, Kraków 1995, ISBN 83-7124-033-3.
- Ambulanza, Bonobo, Warszawa 2004, ISBN 83-922496-3-1.
- Pies w tunelu, Wydawnictwo Iskry, Warszawa 2011, ISBN 978-83-244-0162-8.
- Cyferki, il. Olga Woldańska-Płocińska, Czerwony Konik, Kraków 2011, ISBN 978-83-933934-0-4.
- Boskie błędy, Wydawnictwo BoSz, Olszanica 2017, ISBN 978-83-7576-323-2.
- Witraże / Les vitraux, Wydawnictwo Austeria, Kraków 2017, ISBN 978-83-7866-047-7.
- Tu i Tam. Wiersze / Tady a tam. Básně (w języku polskim i czeskim), Wydawnictwo Austeria, Kraków 2020, ISBN 978-83-7866-314-0.

Proza
- Klezmer. Opowieść o życiu Leopolda Kozłowskiego-Kleinmana, Wydawnictwo Austeria, Kraków, Budapeszt 2010, ISBN 978-83-61978-24-4.
- Życie jest piosenką, Wydawnictwo Znak, Kraków 2014, ISBN 978-83-240-2606-7.
- Przeznaczenia, traf, przypadek. Opowiadania, Wydawnictwo Znak, Kraków 2016, ISBN 978-83-240-3589-2.
- Odnawiam dusze. Piosenki, ludzie, czas, Wydawnictwo Znak literanova, Kraków 2019, ISBN 978-83-240-5626-2.
- Portret wenecki. Śledztwo, Wydawnictwo Austeria, Kraków 2021, ISBN 978-83-7866-279-2.

Dla dzieci
- Składanki z serii Smerfne hity.
- Duszek, „BOSZ” Szymanik, Olszanica 2022, ISBN 978-83-7576-614-1.

Najważniejsze piosenki
- „Awinion” (wyk. Kombii)
- „Baw mnie” (wyk. Seweryn Krajewski i Urszula; covery – Anna Mamczur; Grażyna Wolszczak)
- „Będzie tak, jak jest” (wyk. Anna Jurksztowicz)
- „Black and white” (wyk. Kombi)
- „C’est La Vie – Paryż z pocztówki” (wyk. Andrzej Zaucha; cover – Andrzej Sikorowski, Grzegorz Turnau i Zbigniew Wodecki)
- „Co ty, królu złoty” (wyk. Monika Borys)
- „Czas nas uczy pogody” (wyk. Grażyna Łobaszewska; także Stanisław Sojka; cover – Kayah, Anna Jurksztowicz, Marcin Sójka)
- „Czas nas zmienia” (wyk. Jerzy Połomski)
- „Człowiek nie jest sam” (wyk. Zdzisława Sośnicka)
- „Dary losu” (wyk. Ryszard Rynkowski)
- „Deszczowy wielbiciel” (wyk. Zdzisława Sośnicka)
- „Diamentowy kolczyk” (wyk. Anna Jurksztowicz)
- „Dłonie” (wyk. Majka Jeżowska, Magdalena Fronczewska, Ania Stawieraj i inni)
- „Dotyk” (wyk. Edyta Górniak)
- „Dobranoc Ziemio” (wyk. Zdzisława Sośnicka)
- „Dumka na dwa serca” (wyk. Edyta Górniak i Mieczysław Szcześniak)
- „Dyskoteka pana Jacka” (wyk. Majka Jeżowska)
- „Dziewczyny lubią brąz” (wyk. Ryszard Rynkowski)
- „Dzięki za dźwięki” (wyk. Anna Wyszkoni)
- „Dziękuję, nie tańczę” (wyk. Anna Jurksztowicz)
- „Imię trawy” (wyk. Sylwia Grzeszczak)
- „Inny nie będę” (wyk. Ryszard Rynkowski)
- „Jaka róża, taki cierń” (wyk. Edyta Geppert)
- „Jestem kobietą” (wyk. Edyta Górniak)
- „Kobieta to jest sekret” (wyk. Ewa Bem)
- „Kobieta Wschodu” (wyk. Hanna Banaszak)
- „Laleczka z saskiej porcelany” (wyk. Magdalena Fronczewska, Majka Jeżowska)
- „Łatwopalni” (wyk. Maryla Rodowicz)
- „Mały Piccolo” (wyk. Majka Jeżowska)
- „Miłość i gniew” (wyk. Zdzisława Sośnicka)
- „Moje sentymenty” (wyk. Zdzisława Sośnicka)
- „Mrok” (wyk. Ryszard Rynkowski)
- „Muszelko, ratuj mnie” (wyk. Anna Jurksztowicz)
- „Nie budźcie marzeń ze snu” (wyk. Ryszard Rynkowski)
- „Nietykalni” (wyk. Papa Dance)
- „Nowy rozdział” (wyk. KOMBI)
- „Od A do Zet” (wyk. Queens)
- „Pada śnieg” (wyk. Edyta Górniak i Krzysztof Antkowiak)
- „Podróżni bez biletu (Mamy czas)” (wyk. Wanda i Banda)
- „Pokolenie” (wyk. Kombii)
- „Pro-test song” (wyk. Krzysiek i Rysiek)
- „Przemija uroda w nas” (wyk. Seweryn Krajewski)
- „Przyszli o zmroku” (wyk. Piotr Schulz i Grażyna Łobaszewska; cover – Łukasz Zagrobelny)
- „Rozmowa” (wyk. Elżbieta Adamiak)
- „Sen znaleziony w lesie” (wyk. Nasza Basia Kochana)
- „Senna opowieść Jana B.” (wyk. Grażyna Łobaszewska)
- „Siedem piekieł” (wyk. KOMBI)
- „Sól na twarzy” (wyk. Halina Frąckowiak)
- „Stan pogody” (wyk. Anna Jurksztowicz)
- „Szarości me” (wyk. Viola Brzezińska)
- „Śpiewka 1920” (wyk. Natasza Urbańska i Borys Szyc)
- „Świat jest hojny” (wyk. Zdzisława Sośnicka)
- „Tańcz reggae” (wyk. Zdzisława Sośnicka)
- „To nie ja!” (wyk. Edyta Górniak)
- „Uczymy się żyć bez końca” (wyk. Zdzisława Sośnicka)
- „Video-dotyk” (wyk. Anna Jurksztowicz)
- „Wiara, nadzieja i miłość” (z repertuaru Ireny Santor, 2010)
- „Widzieć więcej” (wyk. Viola Brzezińska)
- „Wow, Wow!” (wyk. Magdalena Fronczewska)
- „Wszystkie dzieci nasze są” (wyk. Majka Jeżowska)
- „Wszystko ma swój czas” (wyk. Grzegorz Markowski / Perfect)
- „Wypijmy za błędy” (wyk. Ryszard Rynkowski)
- „Wznieś serce” (wyk. Ryszard Rynkowski)
- „Za młodzi, za starzy” (wyk. Ryszard Rynkowski)
- „Za szybą” (wyk. Jerzy Filar; Grażyna Łobaszewska)
- „Zakazany owoc” (wyk. Krzysztof Antkowiak)
- „Złudzenia Telelenia” (wyk. Papa Dance)
- „Zło” (wyk. Grzegorz Markowski)
- „Zdrowie mamy, zdrowie taty” (wyk. Joanna Łosowska)
- „Zwierzenia Ryśka, czyli Jedzie pociąg” (wyk. Ryszard Rynkowski)
- „Życie jest nowelą” (wyk. Ryszard Rynkowski)

Tłumaczenia
- „Caruso” (wyk. Monika Gruszczyńska; Joanna Kurowska; Jacek Wójcicki)
- „Mały elf” (utwór „Emmanuelle” Pierre’a Bacheleta; wyk. Halina Frąckowiak; cover – Beata Wyrąbkiewicz)
- „Pamięć” (utwór „Memory” z musicalu Koty; wyk. Zdzisława Sośnicka)
- „Anatewka” (utwór „Sunrise Sunset” z musicalu Skrzypek na dachu; wyk. Zdzisława Sośnicka)

## Filmografia

### Teksty piosenek
- 1985 – Och, Karol
- 1986 – Cudowne dziecko
- 1986 – Głód serca
- 1986 – Kingsajz
- 1986 – Bolek i Lolek na Dzikim Zachodzie
- 1986 – Tulipan
- 1988 – Dawid i Sandy
- 1989 – Po upadku. Sceny z życia nomenklatury
- 1989 – O dwóch takich, co ukradli księżyc – serial animowany
- 1990 – Mów mi Rockefeller
- 1992 – Smacznego, telewizorku
- 1992 – Jacek i Placek
- 1994 – Radio Romans
- 1997 – Klan
- 1998 – Miodowe lata
- 1998 – Ogniem i mieczem
- 1999 – Czułość i kłamstwa
- 1999 – Prawo ojca
- 1999 – Rodzina zastępcza
- 2001 – Więzy krwi
- 2001 – Zrozumieć świat
- 2006 – Będziesz moja
- 2006 – Fałszerze – powrót Sfory
- 2007 – SOS! Dzieciom

### Obsada aktorska
- Klan – w roli siebie samego

## Odznaczenia
- Złoty Medal „Zasłużony Kulturze Gloria Artis” (2025)[9]
- Srebrny Medal „Zasłużony Kulturze Gloria Artis” (2013)[10][11]
- Order Uśmiechu (2013)[12][13]
- Medal Świętego Brata Alberta za działalność charytatywną (2021)[14]
- Medal ZAiKS-u (2009)[15]
- Odznaka ZAiKS-u (1998)[15]

## Nagrody i wyróżnienia
- 1976 – pierwsza nagroda na Festiwalu Piosenki i Piosenkarzy Studenckich w Krakowie
- 1978 – nagroda Programu Trzeciego Polskiego Radia za piosenkę „Rozmowa”
- 1984 – nagroda w konkursie Programu Trzeciego Polskiego Radia za piosenki „Kobieta Wschodu”, „Pro-test song”, „Sól na twarzy”
- 1984 – nagroda specjalna jury na 21. Krajowego Festiwalu Piosenki Polskiej w Opolu za piosenkę „Jaka róża, taki cierń”
- 1987 – tytuł piosenki roku dla piosenki „Stan pogody” w plebiscycie słuchaczy Magazynu Muzycznego Rytm
- 1989 – tytuł przeboju Lata z Radiem i Programu Pierwszego Polskiego Radia dla piosenki „Wypijmy za błędy'”
- 1991 – druga nagroda podczas 28. Krajowego Festiwalu Piosenki Polskiej w Opolu za piosenkę „Muszelko, ratuj mnie”
- 1994 – Grand Prix i pierwsza nagroda podczas 31. Krajowego Festiwalu Piosenki Polskiej w Opolu za piosenkę „Mrok”
- 2012 – Nagroda Literacka Srebrny Kałamarz za tomik „Pies w tunelu”
- 2014 – Tytuł honorowego obywatela miasta Sosnowca[2]
- 2015 – Gwiazda Jacka Cygana w Alei Gwiazd w Opolu[3]
- 2017, 2020 – nagroda specjalna ZAiKS-u[15]
- 2018 – nagroda 100-lecia ZAiKS-u[15]
- 2019 – Mistrz Mowy Polskiej[16]
- 2019 – honorowy tytuł „Ambasadora Karkonoszy” przyznany przez Związek Gmin Karkonoskich podczas VII Festiwalu Dell’Arte w Kotlinie Jeleniogórskiej
- 2020 – Nagroda miasta Sosnowca w dziedzinie kultury[17]
- 2023 – tytuł Honorowego Członka Stowarzyszenia Autorów ZAiKS
- 2024 – tytuł doktora honoris causa Akademii WSB w Dąbrowie Górniczej[18]
- 2025 – Statuetka „Artysta bez granic” TVP Polonia[19]

Nagrody dla wykonawców jego piosenek
- 1984 – nagroda im. Karola Musioła dla Edyty Geppert w kategorii Najlepsza piosenka premierowa podczas 21. Krajowego Festiwalu Piosenki Polskiej w Opolu za piosenkę „Jaka róża, taki cierń”
- 1985 – nagroda im. Karola Musioła dla Anny Jurksztowicz podczas 22. Krajowego Festiwalu Piosenki Polskiej w Opolu i czwarte miejsce podczas 22. Międzynarodowego Festiwalu Piosenki w Sopocie za „Diamentowy kolczyk”
- 1985 – nagroda im. Anny Jantar dla Mieczysława Szcześniaka w konkursie Debiuty podczas 22. Krajowego Festiwalu Piosenki Polskiej w Opolu za „Przyszli o zmroku”
- 1985 – wyróżnienie dla Majki Jeżowskiej podczas 22. Krajowego Festiwalu Piosenki Polskiej w Opolu za „Mały Piccolo”
- 1989 – pierwsza nagroda dla Ryszarda Rynkowskiego w konkursie Premiery podczas 26. Krajowego Festiwalu Piosenki Polskiej w Opolu za „Wypijmy za błędy”
- 1994 – drugie miejsce dla Edyty Górniak w 39. Konkursie Piosenki Eurowizji za „To nie ja!”